# Pholadomyidae
Pholadomyidae zijn een familie van tweekleppigen uit de orde Anomalodesmata.

## Taxonomie
De volgende geslachten zijn bij de familie ingedeeld:
- † Homomya Agassiz, 1843
- Pholadomya G. B. Sowerby I, 1823